# Route Adélie de Vitré 2011
De Route Adélie de Vitré 2011 werd gereden op 1 april en maakte deel uit van de UCI Europe Tour 2011. De wedstrijd ging over 198 kilometer en werd gewonnen door Renaud Dion.

## Uitslag
| Plaats  | Naam               | Ploeg                     | tijd     |
| ------- | ------------------ | ------------------------- | -------- |
| Winnaar | Renaud Dion        | Bretagne-Schuller         | 4u47'15" |
| 2       | Gianni Meersman    | Française des Jeux        | z.t.     |
| 3       | Steven Tronet      | Roubaix Lille Métropôle   | + 3"     |
| 4       | Nicolas Vogondy    | Cofidis                   | + 5"     |
| 5       | Guillaume Levarlet | Saur-Sojasun              | z.t.     |
| 6       | Mathieu Drujon     | BigMat-Auber 93           | + 22"    |
| 7       | Jean Marc Marino   | Saur-Sojasun              | + 1'12". |
| 8       | Wilco Kelderman    | Rabobank Continental Team | z.t.     |
| 9       | Laurent Pichon     | Bretagne-Schuller         | z.t.     |
| 10      | Tony Gallopin      | Cofidis                   | z.t.     |

1976 · 1977 · 1978 ·  1979 · 1980 · 1981 · 1982 · 1983 · 1984 · 1985 · 1986 · 1987 · 1988 · 1989 · 1990 · 1991 · 1992 · 1993 · 1994 · 1995 · 1996 · 1997 · 1998 · 1999 · 2000 · 2001 · 2002 · 2003 · 2004 · 2005 · 2006 · 2007 · 2008 · 2009 · 2010 · 2011 · 2012 · 2013 · 2014 · 2015 · 2016 · 2017 · 2018 · 2019 · 2020 · 2021 · 2022 · 2023 · 2024